# Nikolai Schin
Nikolai Schin (Николай Шин, 신순남; * 1928 in Dalnegorsk, Region Primorje, Sowjetunion; † 18. August 2006 in Taschkent) war ein usbekischer Maler. Er gehörte der koreanischen Minderheit (Korjo-Saram) an.
1937 wurde er mit seiner Familie nach Zentralasien  deportiert.
1949 schloss er sein Studium der schönen Künste in Taschkent ab. Seine Arbeit wurde durch die Weltfestspiele der Jugend und Studenten im Jahr 1957 in Moskau bekannt.
Der Regisseur Kim So-young spricht über sein Leben im Dokumentarfilm Sky-Blue Hometown aus dem Jahr 2000.